# Lực lượng Phòng vệ Hàng không vũ trụ Nga

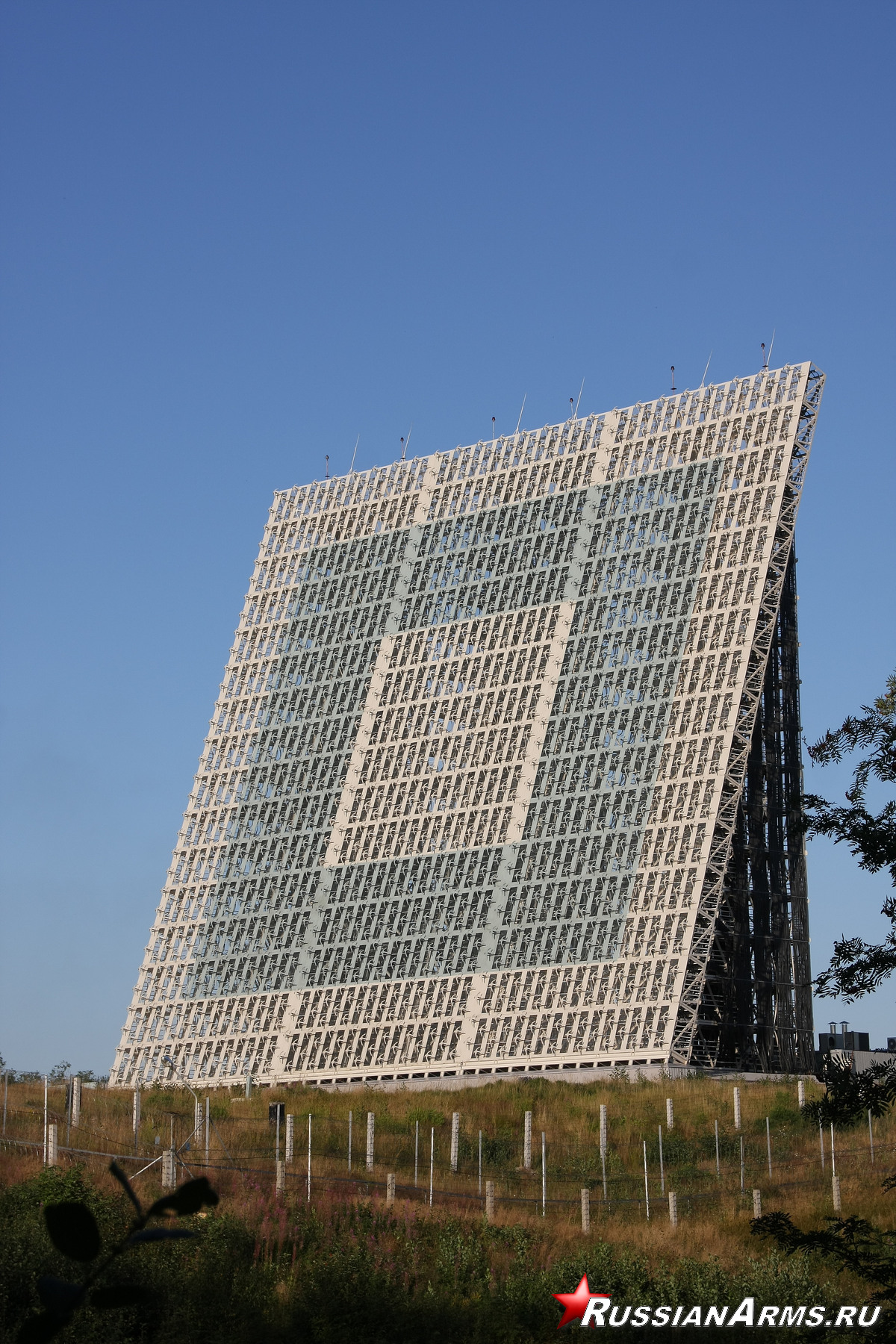
Khí tài Voronezh-M

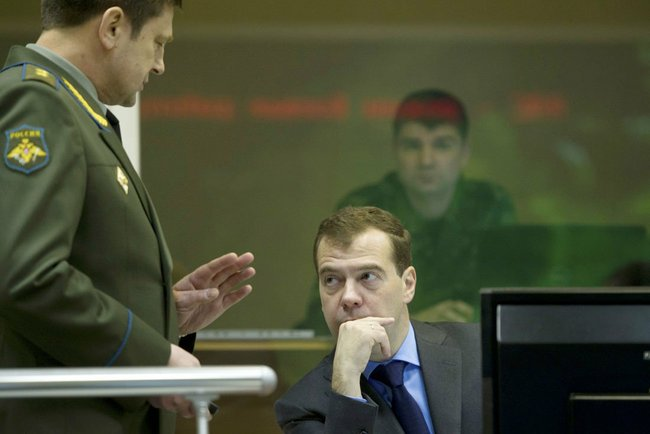
Ông Dmitry Medvedev đang nghe báo cáo viên của Lực lượng Phòng vệ Hàng không vũ trụ Nga trình bày vào năm 2011

Lực lượng Phòng vệ Hàng không vũ trụ Nga (tiếng Nga: Войска воздушно-космической обороны, viết tắt: ВВКО, tiếng Anh là Russian Aerospace Defence Forces hoặc Russian Air and Space Defence Forces viết tắt: VVKO) là một nhánh của các Lực lượng Vũ trang của Liên bang Nga chịu trách nhiệm phòng thủ hàng không vũ trụ và hoạt động của các vệ tinh quân sự Nga và Sân bay vũ trụ Plesetsk. Lực lượng Phòng vệ Hàng không vũ trụ Nga được thành lập vào ngày 01 tháng 12 năm 2011 và thay thế Lực lượng Vũ trụ Nga. 
Lực lượng Phòng vệ Hàng không vũ trụ lần đầu tiên được chỉ huy dưới tay của cựu chỉ huy Lực lượng Vũ trụ là Đại tá Oleg Ostapenko vốn là người được thăng chức Thứ trưởng Bộ Quốc phòng Nga vào tháng 11 năm 2012. Tháng 12 năm 2012, tướng Aleksandr Golovko được bổ nhiệm làm chỉ huy mới. Vào ngày 01 tháng 8 năm 2015, Lực lượng Không quân Nga và Lực lượng Phòng vệ Hàng không Vũ trụ Nga đã được sáp nhập để tạo thành Lực lượng Hàng không Vũ trụ Nga. Các nhiệm vụ phòng thủ không gian của Lực lượng Phòng vệ Hàng không Vũ trụ Nga hiện thuộc về Lực lượng Vũ trụ Nga dưới sự bảo trợ của Lực lượng Hàng không Vũ trụ Nga mới thành lập. Lực lượng Phòng vệ Hàng không vũ trụ Nga RADF ngày nay chỉ chịu trách nhiệm về vấn đề phòng không.